# Hawaii
Hawaii (hawaiiska: Mokuʻāina o Hawaiʻi)  blev den 50:e och senaste amerikanska delstaterna  den 21 augusti 1959. Det är den enda delstaten som enbart består av öar.  Hawaii omfattar största delen av ögruppen Hawaiiöarna i centrala Stilla havet, beläget sydväst om det amerikanska fastlandet, sydöst om Japan och nordost om Australien. Hawaiis natursköna miljö, varma tropiska klimat, klara vatten och aktiva vulkaner gör ön till en populär destination för turister, surfare, biologer och vulkanologer. Hawaiis centrala läge i Stilla havet ger en blandning av nordamerikanska och asiatiska influenser, kombinerat med en livfull lokal kultur. Ön har över en miljon invånare samt många besökare och amerikansk militär närvaro. Huvudstaden är Honolulu på ön Oahu. I övriga USA stavas delstaten Hawaii, men i delstaten är det även på engelska vanligt med stavningen Hawai'i, som är från hawaiiska språket och innehåller bokstaven ʻOkina.
Delstaten omfattar nästan hela den vulkaniska ökedjan Hawaiiöarna som består av hundratals öar spridda över 2 400 km. I sydöstra änden av ögruppen finns de åtta "huvudöarna" som är (från nordväst till sydöst) Niihau, Kauai, Oahu, Molokai, Lanai, Kahoolawe, Maui och Hawaii. Den sista är den i särklass största och kallas ofta för "The Big Island" för att undvika sammanblandning med delstaten som helhet. Skärgården är geomorfologiskt och etnologiskt en del av underregionen Polynesien i Oceanien. Hawaiis yta växer kontinuerligt på grund av vulkanen Kilaueas utbrott, som har pågått en längre tid. Den hawaiianska traditionen gör vulkangudinnan Pele ansvarig för verksamheten.[källa behövs]
Enligt traditionen behängs gäster till ön med en eller flera lei, en blomsterkrans vilken hängs över huvudet ned över bröstet.
Konungariket Hawaii upprätthöll egen konsulär representation i Sverige:  Konsulat i Göteborg från 1878, upphöjt till generalkonsulat 1879, vicekonsulat i Lysekil från 1879 och konsulat i Stockholm från 1880.  Samtliga dessa representationer drogs in under 1890-talet.

## Etymologi
Namnet Hawaii kommer från namnet på den största ön i ögruppen, Hawaii. En vanlig förklaring av namnet är att ön är uppkallad efter Hawai'iloa, en mytisk figur ur Hawaiis muntliga tradition. Han sägs ha upptäckt öarna när de först bosattes.
Det hawaiiska ordet Hawaiʻi är väldigt likt det proto-polynesiska ordet sawaiki, ett rekonstruerat ord som betyder "hemland". Det finns kognater av ordet i andra polynesiska språk, som bland annat maorins hawaiki, rarotongiskans avaiki och samoanskans savaiʻi. Enligt språkvetarna Mary K. Pūku‘i och Samuel H. Elbert är "på andra håll i Polynesien Hawaiʻi, eller ett kognat av namnet, namnet på underjorden eller på förfädernas hem, men på Hawaii har namnet ingen betydelse".

## Historia
Arkeologiska fynd pekar mot att öarna tidigast bosattes på 300-talet, troligtvis av polynesiska bosättare från Marquesasöarna, Raiatea och Bora Bora. Den första registrerade europeiska kontakten med öarna var år 1778 genom den brittiske upptäcktsresanden James Cook som kallade ögruppen Sandwichöarna.
Cook landsteg 18 januari 1778 vid Waimea på Kauai. 1779 stupade han i strid med öbefolkningen på Kaawaloa. Öarna var på denna tid delade i 4 riken, vilka dock förenades av Kamehameha I (1782–1819), som 1810 blivit kung över ett enat kungarike. Han efterträddes av sin son, Kamehameha II (1818–1824), som besökte London 1824 med sin fru. Båda dog där av mässlingen.
Den verklige utövaren av regeringsmakten var en av Kamehameha I:s gemåler, Kaahumanu, ända till sin död 1832. Under denna tid ägde en genomgripande förändring rum, då kristendomens infördes ifrån 1820. Kaahumanu blev döpt 1825. Kamehameha II efterträddes av Kamehameha III (1824–1854), under vars tid kristendomen (både protestantism och katolicism) befästes, liksom även mormonismen, och en konstitutionell författning utfärdades (1840 och 1852).
Efterträdarna Kamehameha IV (1853–1863) och Kamehameha V (1863–1872) fullföljde detta nydaningsarbete. Med den sistnämnde utslocknade Kamehameha-ätten. Efterträdaren Lunalio dog redan 1874, med Kalākaua (1874–1891) inleddes en reaktion mot den dittillsvarande utvecklingen.

### Amerikansk invasion och annektering
Spänningen mellan amerikanska missionärer och lokalbefolkningen ökade med en ökad immigration från Kina och Japan, och 1893 landsattes amerikanska trupper som avsatte Kalakauas efterträdare, hans syster Liliuokalani. Amerikanerna inrättade en republik med amerikanen S. B. Dole som president 1894.
Självständigheten tog därefter i praktiken slut i och med att amerikanska och europeiska intressen tvingade Kalakaua att underteckna den så kallade Bajonett-konstitutionen. Denna inskränkte kraftigt Kalakauas administrativa befogenheter, fråntog alla asiatiska immigranter rösträtt samt krävde att amerikaner, européer och infödda hawaiianer skulle ha en viss minimiinkomst för att få rösta. Detta innebar att nästan enbart amerikaner och européer hade rösträtt. Kort därefter annekterades Hawaii formellt av USA och blev slutligen Hawaiiterritoriet den 7 juli 1898. Sedan 21 augusti 1959 är Hawaii en av USA:s delstater.

## Geografi

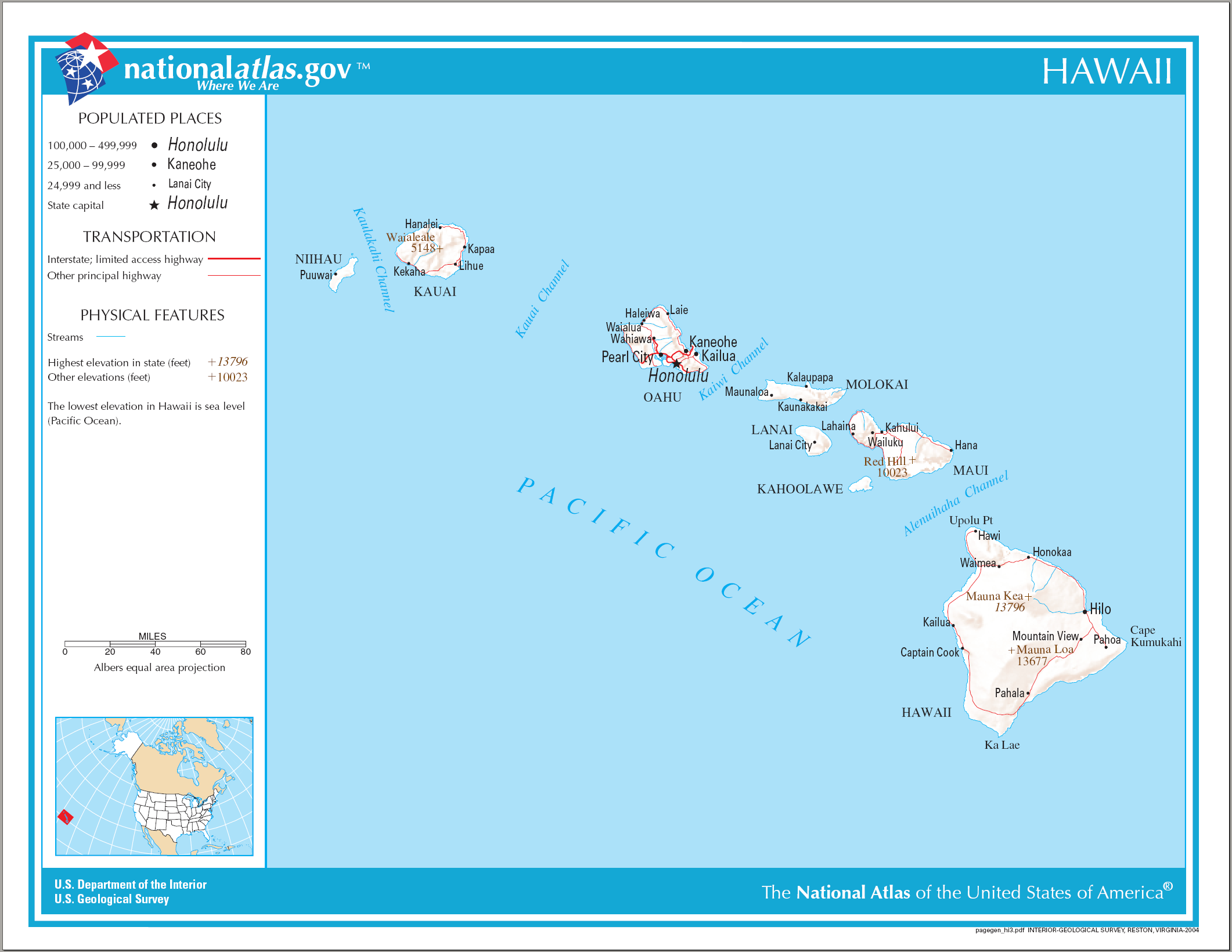
Karta över Hawaii.

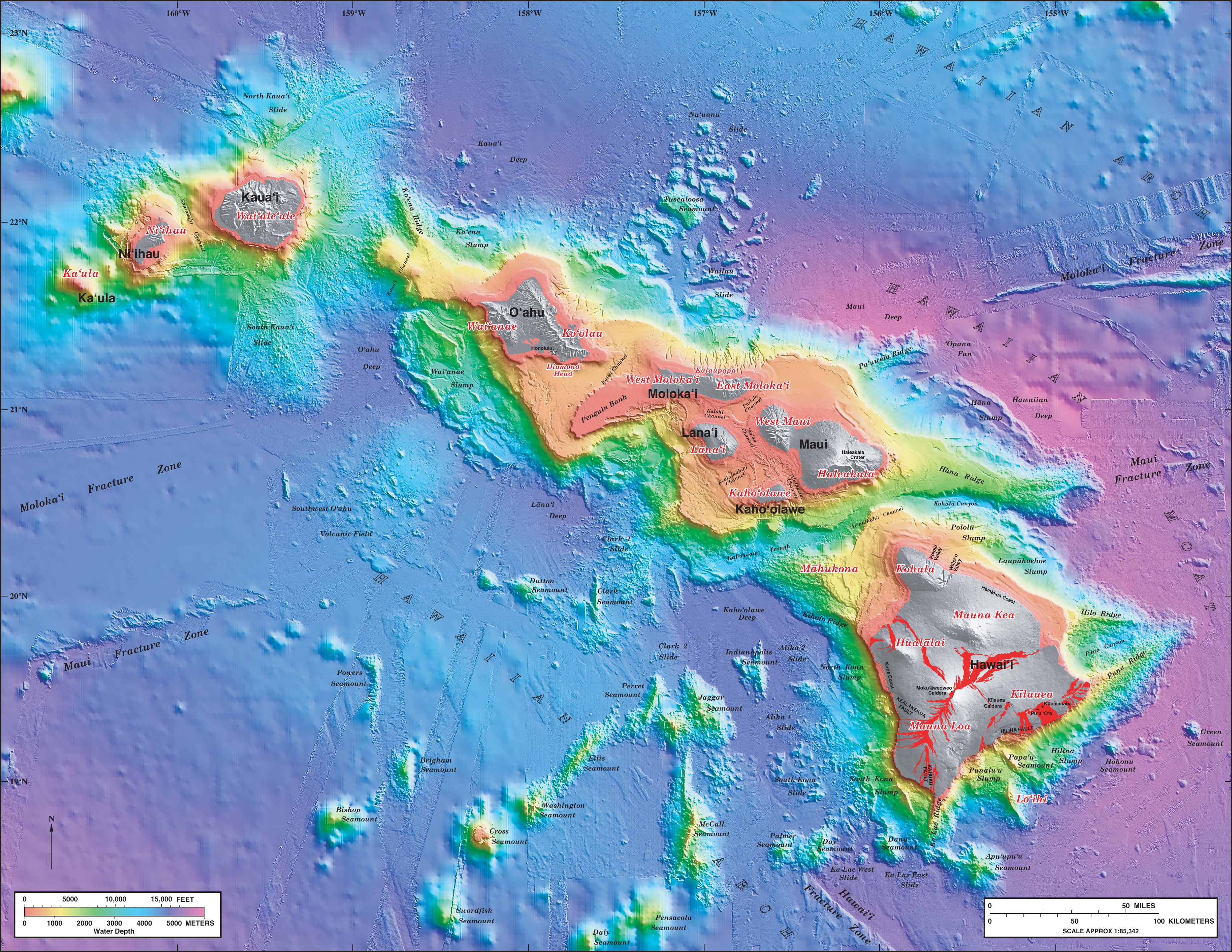
Topografisk karta över Hawaii.

Hawaii är USA:s sydligaste delstat, och den västligaste efter Alaska. Den är dessutom tillsammans med Alaska den enda som ligger utanför det kontinentala USA och saknar gräns till någon annan amerikansk delstat. Hawaii är den enda amerikanska delstat som är skild från fastlandet, är helt omgiven av vatten och helt belägen i tropikerna. Ön Hawaii (the Big Island) fortsätter att växa ytmässigt på grund av lavafloder främst från Kilauea och ligger helt i tropikerna.
Bortsett från Påskön och Pitcairn ligger Hawaii längre bort från land än någon annan landmassa på jorden. Hawaiis högsta berg, Mauna Kea är 4205 m ö.h. och är högre än Mount Everest om det mäts från botten av Stilla havet.

### Geologi
Samtliga Hawaiis öar har skapats av vulkaner som rest sig från havsbotten, enligt teorin om hetfläckar. Teorin hävdar att den tektoniska plattan under Stilla havet rör sig mot nordväst, medan hetfläcken håller sig stilla, vilket sakta skapar nya vulkaner. Det senaste vulkanutbrottet utanför huvudön Hawaii inträffade vid Haleakala på Maui under sent 1700-tal.
Eftersom öarna skapats på vulkaniskt vis sägs öns ursprungliga djurliv ha kommit dit genom vind (burits dit genom vinden), vågor (tagits dit genom havets vågor) och vingar (fåglar med mera som flugit dit). Hawaiis isolering har lett till att det finns ett stort antal endemiska arter på öarna.

### Klimat
Hawaii har ett typiskt tropiskt klimat, utom att temperaturen och luftfuktigheten tenderar att vara något mindre extrem jämfört med andra tropiska områden tack vare konstanta vindar från öst. Temperaturerna är varma året om och det är små skillnader mellan månaderna. På sommaren når temperaturen ofta runt 31 °C på dagen och 24 °C på natten. På vintern ligger temperaturen på dagen runt 28 °C och nattetid 18 °C. På hög höjd, framförallt på Mauna Kea och Mauna Loa, kan snöfall förekomma under vintermånaderna. Mount Waialeale på ön Kauai är känd för sitt regn, då berget har världens näst högsta årsmedelnederbörd på omkring 11 m.
Klimatet varierar mycket mellan de olika öarna. Grovt kan de delas in i lovarts- och läområden baserat på hur de ligger i förhållande till de högre bergen. Lovartsområden får ta emot mycket mer regn än läområdena, som är torrare och soligare. Detta faktum utnyttjas av turistindustrin som favoriserar läområden.

### Berg
- Mauna Kea – 4 205 meter över havet
- Mauna Loa, vulkan – 4 176 meter över havet

## Rikspolitik
Eftersom Hawaii fått status som självständig delstat deltog man i valet för första gången 1960. Hawaii har stött demokrater i alla utom två presidentval (1972 och 1984, båda jordskredssegrar för republikanerna Richard Nixon och Ronald Reagan). Vid den tiden hade bara Minnesota stött republikanska kandidater färre gånger i presidentvalet.
År 2004 vann John Kerry delstatens fyra elektorsröster med en marginal på nio procentenheter med 54 % av rösterna. Alla countyn stödde den demokratiska kandidaten. År 1964 sökte favoritkandidaten senator Hiram Fong från Hawaii den republikanska presidentnomineringen, medan Patsy Mink deltog i Oregons primärval 1972.
Den Honolulu-hemmahörande Barack Obama, som då verkade som amerikansk senator från Illinois, valdes till USA:s 44:e president den 4 november 2008 och omvaldes för en andra mandatperiod den 6 november 2012. Obama vann Hawaiian Democratic Caucus den 19 februari 2008 med 76 % av rösterna. Han var den tredje Hawaii-födda kandidaten som utnämndes av ett större parti och den första presidentkandidaten från Hawaii.

## Demografi

### Språk
Det polynesiska hawaiianska språket utträngdes nästan helt av engelska efter Förenta staternas olagliga annektering av Hawaii. Sedan 1980‐talet har språket återupplivats med viss framgång. och numera är både engelska och hawaiiska delstatens officiella språk.
Tillsammans talas det ungefär 100 olika språk i Hawaii. Exklusive engelska, är de tio mest talade hemspråk i delstaten följande:
| Språk         | Antal talare | Andel av icke-engelsktalande (%) |
| ------------- | ------------ | -------------------------------- |
| tagalog       | 58 345       | 17,8                             |
| ilokano       | 54 005       | 16,5                             |
| japanska      | 45 633       | 14,0                             |
| spanska       | 25 490       | 7,8                              |
| hawaiiska     | 18 610       | 5,7                              |
| kinesiska     | 17 360       | 5,3                              |
| koreanska     | 17 276       | 5,3                              |
| samoanska     | 12 795       | 3,9                              |
| vietnamesiska | 9 418        | 2,9                              |
| kantonesiska  | 7 890        | 2,4                              |

### Befolkning
2005 hade Hawaii en beräknad befolkning på 1 275 194 personer, vilket är en ökning med 13 070 invånare, eller 1 % sedan föregående år, och en ökning på 63 657, eller 5,3 % sedan 2000. Beräkningen inkluderar en naturlig folkökning sedan senaste folkräkningen på 48 111 personer (96 028 födslar minus 47 917 dödsfall), och ett immigrationsöverskott på 16 956 personer. Hawaiis befolkningscentrum ligger precis norr om öarna Oahu och Molokai.
Hawaii har en de facto-befolkning på över ungefär 1,3 miljoner, inräknat militär närvaro och turism. Oahu är både den mest befolkade ön och den med högst befolkningstäthet. Den har inemot en miljon invånare och en befolkningstäthet på 567 per kvadratkilometer. Hela Hawaiis befolkningstäthet är 72,83 invånare per kvadratkilometer.
Den beräknade medellivslängden vid födseln är 79,8 år (77,1 år för män, 82,5 för kvinnor), en siffra som är den högsta av alla amerikanska delstater.
Amerikansk militär utgör ungefär 1,3 % av öarnas befolkning.

### Större städer

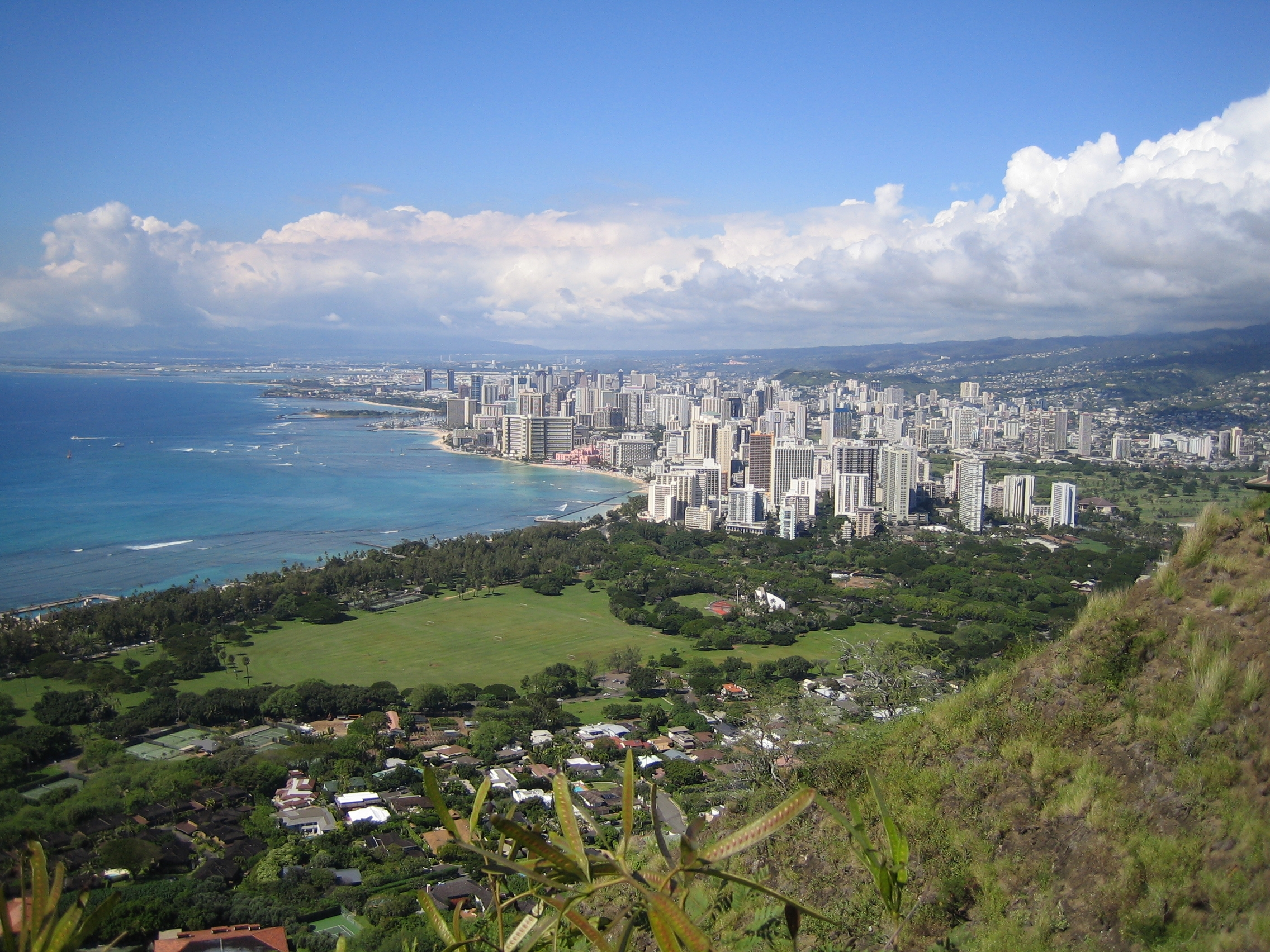
Honolulu - Hawaiis huvudstad.

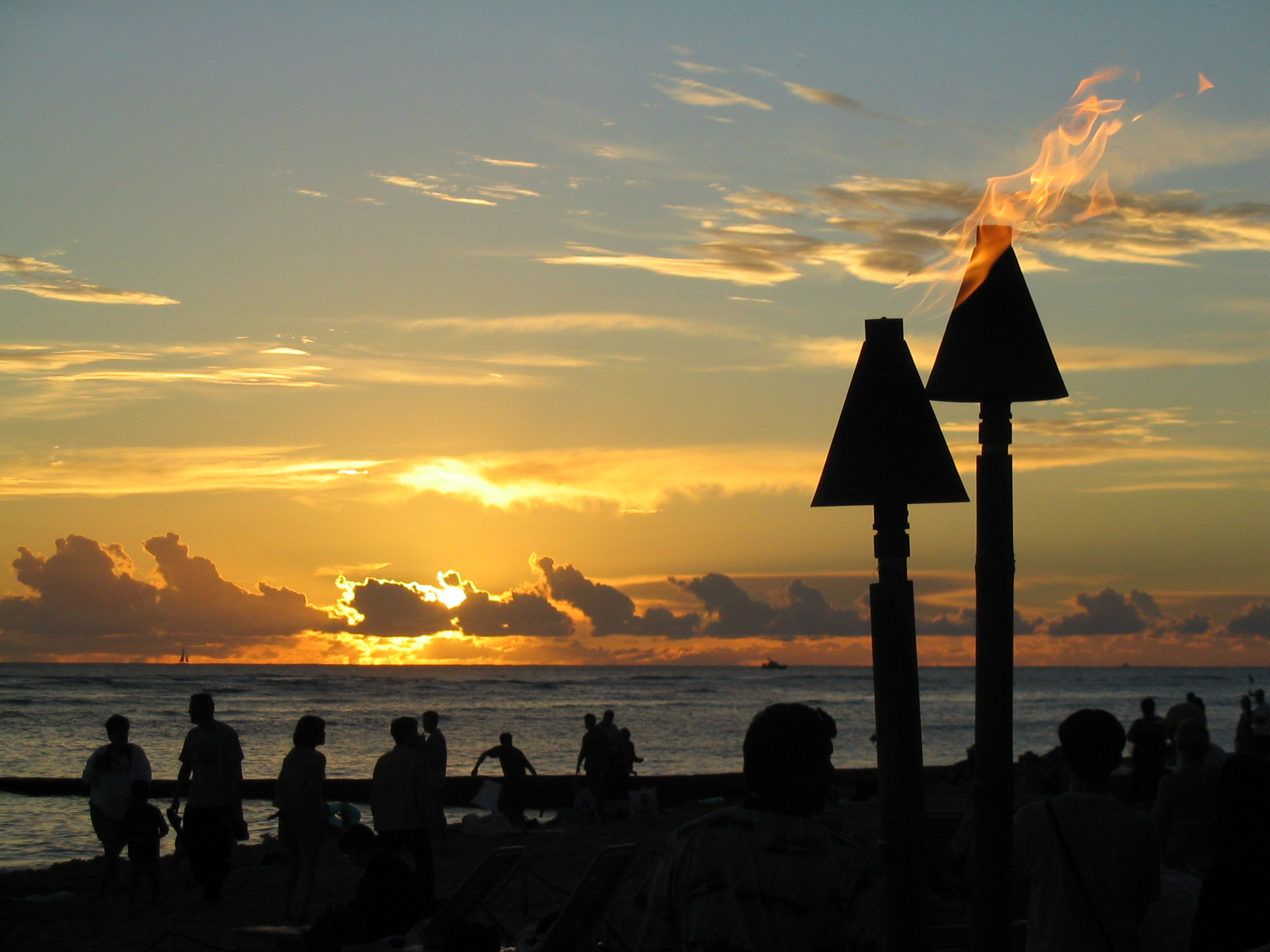
Solnedgång över Hawaii.

Befolkningen i Hawaii är koncentrerad till öarna Hawaii, Maui och Oahu, vilket förklaras med att kungafamiljen förflyttade sig mellan dessa öar. Den största staden är Honolulu med 377 379 invånare (2005) och valdes till huvudstad av kung Kamehameha III tack vare sin naturliga hamn, idag Honolulu hamn. Honolulu är idag staten Hawaiis huvudstad och ligger längs med Oahus sydkust. Den tidigare huvudstaden var Lahaina på Maui. Andra större städer är Hilo (40 759 invånare år 2000), Kaneohe, Kailua, Pearl City, Waipahu, Kahului, Kailua-Kona, Kihei och Lihue.

### Religion
| Religion   | Troende (procent av befolkningen) |
| ---------- | --------------------------------- |
| Kristna    | 351 000 (28,9 %)                  |
| Buddhister | 110 000 (9 %)                     |
| Judar      | 10 000 (0,8 %)                    |
| Övriga     | 750 000 (61,1 %)                  |

"Övriga" inkluderar: agnostiker, ateister, personer som inte tillhör något samfund samt personer som säger sig tillhöra andra religioner än de ovan nämnda.
Källor: 
- State of Hawaii Data Book 2000, Section 1 Population, Table 1.47
- Glenmary Research Center
- Honolulu Advertiser

## Kultur
Hawaiis ursprungliga kultur och religion hade betydande likheter med sydligare polynesiska folk, även om kontakterna över haven minskade betydligt under århundradena före européernas ankomst. Ett av de viktigaste bevarade vittnesbörden om hawaiiansk mytologi är skapelsemyten Kumulipo.

### Några kända personer från Hawaii
- George Ariyoshi, hawaiiansk guvernör
- Salevaa Atisanoe (Konishiki Yasokichi), sumobrottare
- Tia Carrere, skådespelare, sångerska
- Hiram Fong, senator
- Kelly Hu, skådespelare
- Daniel Inouye, senator
- Jack Johnson, sångare och gitarrist
- Duke Kahanamoku, simmare med tre OS-guld
- Henry J Kaiser, industrialist
- Israel Kamakawiwo'ole, underhållare och sångare
- Jason Scott Lee, skådespelare
- Lili'uokalani, drottning, Hawaiis sista monark
- Bruno Mars, musiker
- Bette Midler, sångerska, skådespelare
- Barack Obama, USA:s president 2009–2017
- Ellison Onizuka, astronaut
- B.J. Penn, MMA-världsmästare
- Chad Rowan (Akebono Tar), sumobrottare (yokozuna 1993–2001)
- Harold Sakata, skådespelare
- Nicole Scherzinger, sångerska, dansare
- James Shigeta, skådespelare
- Jake Shimabukuro, ukelelemusiker
- Akebono Taro, sumobrottare
- Shannyn Sossamon, skådespelare
- Kam Fong, skådespelare
- Glenn Medeiros, sångare, låtskrivare
- Michael Reeves, youtubare, streamare
- Markiplier, youtubare
- Laird Hamilton, surfare, skådespelare
- Auli‘i Cravalho, skådespelare

## Bilder

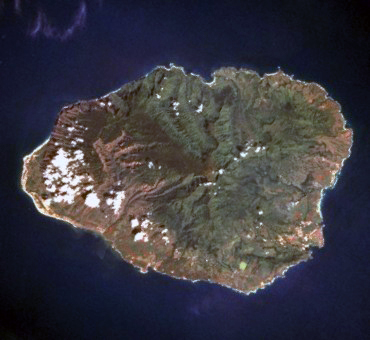
Kauai.
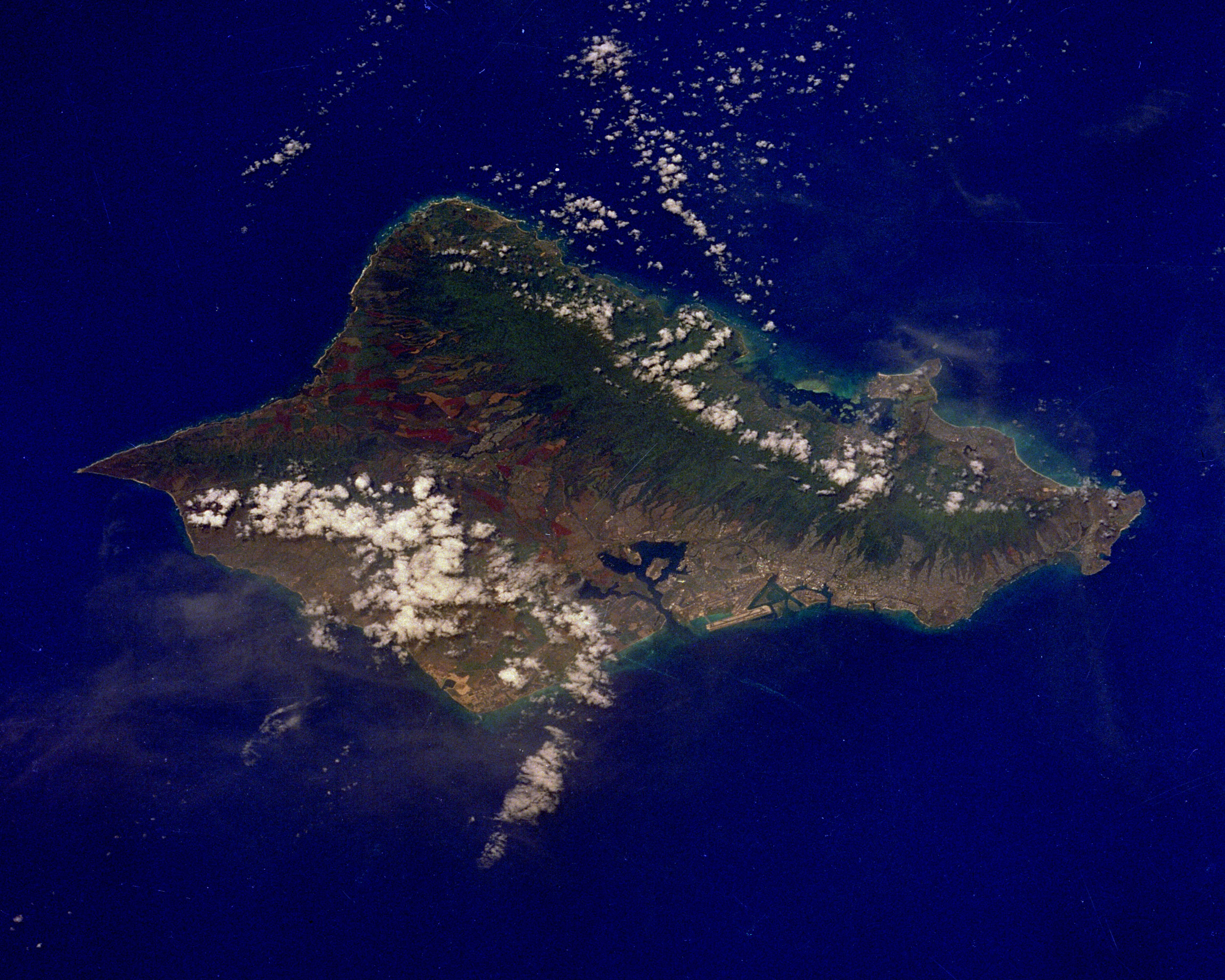
Oahu.
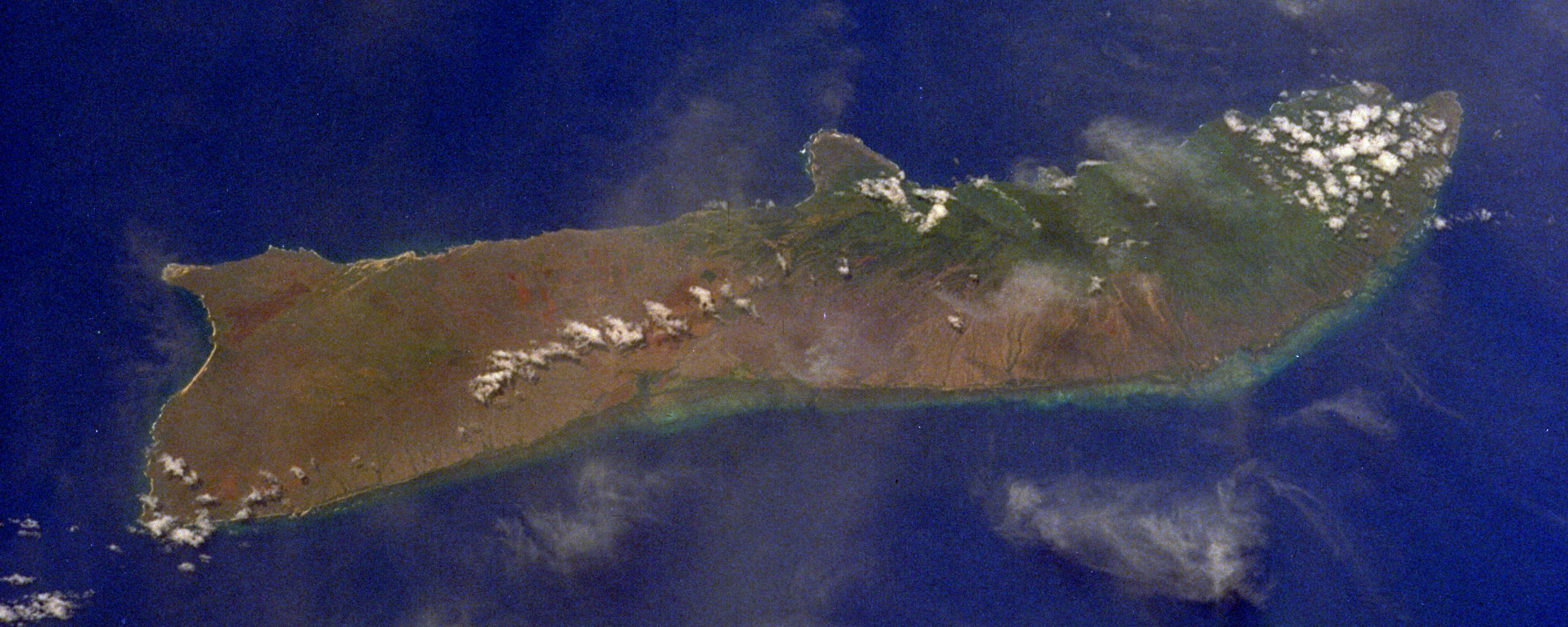
Molokai.
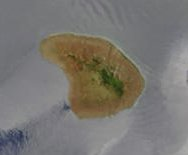
Lanai.
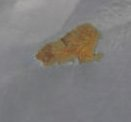
Kahoolawe.
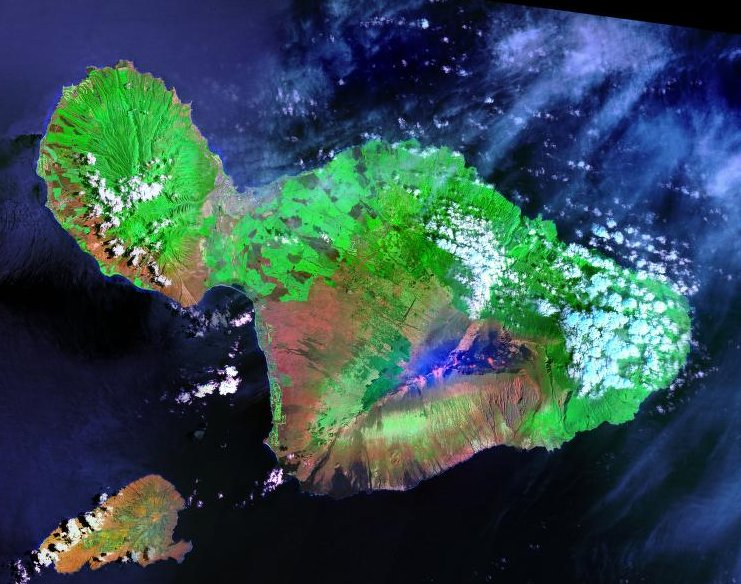
Maui
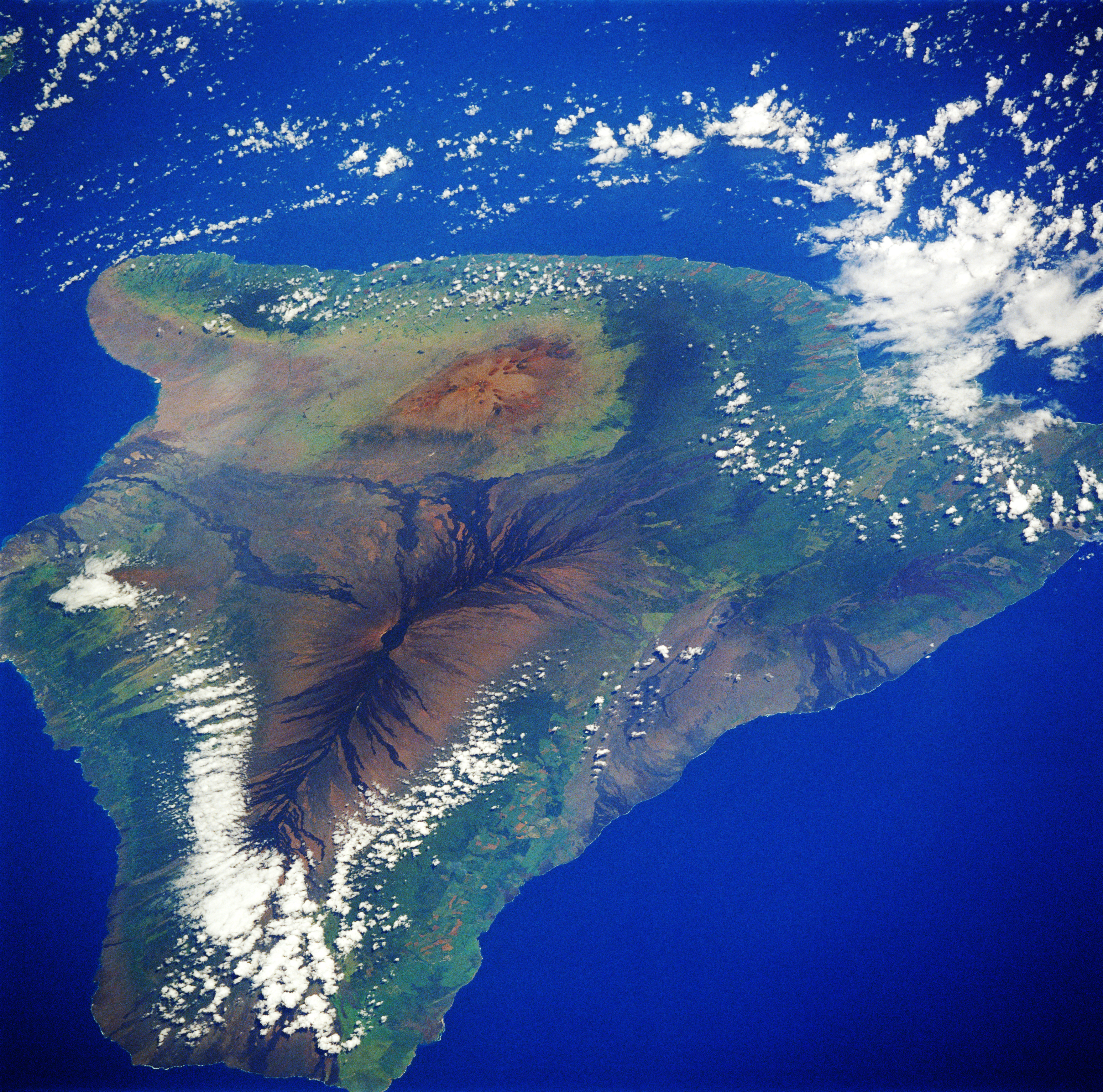
Hawaii.